# Mike Staines
Michael Laurence "Mike" Staines (ur. 30 maja 1949 w Guildford) – amerykański wioślarz, srebrny medalista olimpijski.

## Kariera
Wystąpił na igrzyskach olimpijskich w Monachium w 1972, gdzie zajął jedenaste miejsce w dwójkach ze sternikiem. Na rozgrywanych cztery lata później igrzyskach olimpijskich w Montrealu, wspólnie z Calvinem Coffeyem zdobył srebrny medal w dwójkach bez sternika. W wyścigu finałowym ulegli o 3,42 sekundy osadzie NRD, a o 3,30 sekundy wyprzedzili dwójkę RFN. 
Kształcił się na Uniwersytecie Cornella w Ithaca.
Jego była żona, Laura Staines także była wioślarką.